# Nogent, Eldorado du dimanche
Pour plus de détails, voir Fiche technique et Distribution.
Nogent, Eldorado du dimanche est un court-métrage documentaire français, premier film réalisé par Marcel Carné, sorti en 1929. 

## Synopsis
Les guinguettes et les bars de Nogent, sur les bords de la Marne, filmés en 1929.

## Fiche technique
- Titre français : Nogent, Eldorado du dimanche
- Réalisation : Marcel Carné
- Collaboration : Michel Sanvoisin
- Pays de production :  France
- Format : Court métrage, Noir et blanc
- Genre : Film documentaire
- Durée : 18 minutes
- Date de sortie : mars 1929 (Studio des Ursulines à Paris)